# Sidney Cross
Sidney Cross (Londra, 5 gennaio 1891 – Chichester, 7 ottobre 1964) è stato un ginnasta britannico.

## Palmarès

### Olimpiadi
- 1 medaglia:
  - 1 bronzo (Stoccolma 1912 nel concorso a squadre)